# Clause de non-concurrence en droit français
En droit français, la clause de non-concurrence est celle par laquelle le salarié s'interdit, lors de son départ de l'entreprise et pendant un certain temps par la suite, d'exercer certaines activités susceptibles de nuire à son ancien employeur. Elle est insérée dans le contrat de travail ou imposée par la convention collective.
La clause de non-concurrence a pour principe qu'un employeur peut légitimement souhaiter que le travailleur ne se mette pas au service d'un concurrent. Dans cette hypothèse, il doit le lui interdire par convention. Celle-ci peut être convenue au moment de l'engagement ou au cours de l'exécution du contrat, voire postérieurement à la rupture de celui-ci.
Remarque : la clause de non-concurrence est différente de la clause d'exclusivité.
La clause doit obéir à des conditions de fond et de formes. Ces conditions sont définies notamment par trois arrêts de principe de la Cour de cassation française du 10 juillet 2002 : « Attendu qu’une clause de non concurrence n’est licite que si elle est indispensable à la protection des intérêts légitimes de l’entreprise, limitée dans le temps et dans l’espace, qu’elle tient compte des spécificités de l’emploi du salarié et comporte l’obligation pour l’employeur de verser au salarié une contrepartie financière, ces conditions étant cumulatives. »
Ces 4 conditions doivent donc toutes être remplies, sans exception, sous peine de nullité de la clause.
1. Elle doit être justifiée par les intérêts légitimes de l'entreprise : 
Il faut que l'entreprise soit susceptible de subir un préjudice réel au cas où le salarié viendrait à exercer son activité professionnelle dans une entreprise concurrente[4].
Le contact avec la clientèle, l'accès à des informations sensibles sur l'entreprise ou l'accès à un savoir-faire propre sont des indices pouvant entraîner un risque de concurrence.
2. Elle doit être limitée dans le temps et l'espace : 
La période adoptée par la plupart des Conventions Collectives est de deux ans. 
La limite spatiale est le lieu dans lequel le salarié peut faire une concurrence réelle à l'employeur. Elle diffère selon le type d'activité concernée. Il peut s'agir d'un département ou d'une région. Ainsi, à titre d'exemple, une couturière à Toulouse ne pourra se voir imposer une clause de non-concurrence étendue à toute la France ; cela serait considéré comme abusif. Une clause jugée « raisonnable » lui interdirait par exemple d'exercer toute activité susceptible de concurrencer son ancien employeur dans la seule zone Midi-Pyrénées. L'appréciation du caractère abusif ou non de la clause relève toutefois du pouvoir des juges du fond.
3. Elle doit comporter une contrepartie financière :
Elle est généralement égale à 30 % de la moyenne mensuelle brute de la rémunération du salarié des douze derniers mois (ou 6, ou 3 derniers mois)[5]. La Cour de Cassation vient aujourd’hui renforcer la protection du salarié à qui l’on impose une clause de non concurrence, en précisant que cette contrepartie financière est due du seul fait de la cessation de la relation de travail, quel que soit le mode de rupture du contrat de travail[6]. La contrepartie financière ne peut dépendre uniquement de la durée de la relation de travail et son paiement ne peut pas intervenir avant la rupture car elle a pour objet d'indemniser le salarié[7]. En l'absence de contrepartie, la clause est réputée nulle et non écrite.
4. Elle doit tenir compte des spécificités de l'emploi du salarié et de la possibilité pour le salarié de retrouver un emploi : 
C'est au regard des spécificités de l'emploi du salarié que doivent s'apprécier la durée et l'étendue territoriale ou professionnelle de l'interdiction et la proportionnalité de la contrepartie financière.

On sait également que :
- la cessation volontaire d'activité de l'entreprise n'a pas pour effet de décharger de plein droit le salarié de son obligation de non-concurrence ;
- seul le salarié peut invoquer la nullité de la clause de non-concurrence ne prévoyant pas de contrepartie financière ;
- toute clause de non concurrence ne prévoyant pas de contrepartie financière ouvre droit à indemnité ;
- le délai de renonciation à la clause de non-concurrence court à compter de la date de signification de la rupture ;
- la dispense tardive de l'obligation de non-concurrence ne décharge pas l'employeur de son obligation d'indemniser le salarié.

Bien sûr, comme toute clause du contrat de travail, la clause de non-concurrence se voit soumise à l'article L.1221-1 du Code du travail (anciennement article L. 121-1 du Code du travail), qui indique que le contrat de travail est soumis aux règles du droit des obligations général (contenu essentiellement dans le Code civil). Cela implique notamment l'absence de vice du consentement.
En matière sociale, le juge peut décider de réduire la durée d'une clause de non-concurrence s'il la juge excessive, alors que, comme le souligne un auteur, une telle solution est écartée lorsque la clause de non-concurrence figure dans un contrat de distribution.